# Анушка Шреста
Анушка Шреста (непальск. अनुष्का श्रेष्ठ) — обладательница титула непальского конкурса красоты, была коронована 9 мая 2019 года. Представляла Непал на конкурсе «Мисс мира 2019» 14 декабря 2019 года в выставочном центре ExCeL London в Лондоне (Великобритания. Во время конкурса «Мисс мира 2019» она выиграла этап конкурса «Beauty with a Purpose», премию «Мультимедиа», а также конкурс «Head-to-Head». Шреста также является победительницей конкурса «Мисс Непал-Океания 2018», проводившегося в Австралии.

## Ранние годы и образование
Анушка Шреста родилась 18 января 1996 года в Катманду (Непал). Её мать, модельер Мукта Шреста, владеет бутиком Muku Boutique, расположенным в селении Купондоле, район Лалитпур. Отца зовут Анил Шреста. Шреста окончила школу Трийог и колледж средней школы Эйс. Позже она уехала в Сидней (Австралия) и получила степень бакалавра в области коммерции в Австралийском католическом университете.